# Bataille de Sourane
Guerre civile syrienne
Batailles
La bataille de Sourane a lieu lors de la guerre civile syrienne. Elle débute le 29 mai 2015, par une offensive de l'État islamique visant à prendre la ville d'Azaz, au nord du gouvernorat d'Alep. L'issue est indécise, l'EI progresse dans quelques villages mais ne parvient pas à atteindre Azaz.

## Déroulement
Le 29 mai 2015, l'État islamique lance une offensive au nord du gouvernorat d'Alep. Son objectif est de prendre les villes de Marea et Azaz, ce qui menace grandement les rebelles engagés dans la bataille d'Alep car ces deux villes sont leurs principales voies d'approvisionnement depuis la Turquie,,.
Le 31 mai, le village de Sourane est conquis par l'EI après trois jours de combats ayant fait au moins 30 du côté des assaillants et 45 tués pour les rebelles selon l'Observatoire syrien des droits de l'homme (OSDH),.
Le 2 juin, les États-Unis accusent l'armée syrienne de mener des raids aériens pour appuyer la progression de l'État islamique contre les rebelles. L'ambassade des États-Unis en Syrie déclare : « Des informations montrent que le régime mène des frappes aériennes pour soutenir l'avance de l'EI sur Alep, aidant ainsi les extrémistes au détriment de la population syrienne ».
Le 6 juin, les combats livrés dans les villages de Sheikh Rih et Sourane font au moins 14 morts du côté de l'État islamique, dont trois sont décapités. Du côté des rebelles, le Front islamique perd six hommes et le Front al-Nosra deux,.
Mais la nuit du 6 au 7 juin, la coalition anti-EI effectue quatre frappes aériennes sur Sourane, tuant huit djihadistes, dont un chef. Selon Rami Abdel Rahmane, directeur de l'OSDH : « c'est la première fois que la coalition apporte une aide aérienne à des groupes non kurdes dans leur combat contre l'EI en Syrie ». La coalition fournit ainsi un soutien indirect aux groupes rebelles qui incluent le Front Al-Nosra, la branche syrienne d'Al-Qaïda,.
Le 9, des combats ont lieu au village d'al-Wahshyah. Puis le 12, au village d'al-Bel, situé juste au nord-ouest de Sourane. Le 13, ce village est repris dans un assaut où les rebelles engagent 10 chars, selon l'OSDH ; l'EI perd 15 hommes et les rebelles 14,. Des combats ont également lieu un peu plus au sud, au village de Marea où les forces de l'EI sont contenues.
La nuit du 13 au 14 juin, de nouvelles frappes de la coalition à Sourane font 12 morts du côté de l'EI.
Mais plus à l'est, dans d'autres combats, l'État islamique perd le contrôle du poste-frontière de Tall Abyad le 15 juin, il semble donc décidé à s'emparer de celui de Bab Salama, au nord d'Azaz, afin de compenser cette défaite.

## Pertes
Selon l'Observatoire syrien des droits de l'homme (OSDH), du 29 mai au 7 juin, les combats font au moins 73 tués du côté de l'État islamique, dont 35 étrangers, et 61 morts chez les rebelles, dont 18 prisonniers exécutés. L'OSDH relève encore au moins 14 rebelles et 15 djihadistes de l'EI tués le 13 juin et au moins 14 rebelles et 8 djihadistes de l'EI tués le 19 juin. De leur côté, les frappes américaines ont fait également au moins 20 morts du côté de l'État islamique,.

## Suites
La coalition frappe à nouveau le 22 juin, faisant quatre tués chez l'EI.